# Архангельское (Чердаклинский район)
Арха́нгельское — село в составе Чердаклинского района Ульяновской области. Входит в состав Мирновского сельского поселения.

## География
Располагается на берегу Куйбышевского водохранилища, в 15 км к северо-западу от районного центра — рабочего посёлка Чердаклы, и в 7 км к северо-востоку от Заволжского района Ульяновска (до затопления — в 18 км от райцентра и 20 км от правобережной части города).
До переселения в 1953 году село располагалось вдоль обрывистого берега заливных лугов, а под обрывом, на всём протяжении села с запада на восток тянулась череда озёр: Ахтай — Кругленькое —  Сокорница — Берёзовое. Параллельно им, на расстоянии 500-700 метров, располагалась другая группа озёр: Раковое — Чёрное — Лещёво — Ситово, за ними параллельно, примерно на таком же расстоянии, текла река Ботьма.
Улицы
ул. 50 лет Победы, ул. Березовая, ул. Брусничная, ул. Волжская, Волжский пер., ул. Восточная, Восточный пер., ул. Генерала Соколова, ул. Дачная, ул. Западная, ул. Заречная, ул. Зеленая, ул. Каштановая, ул. Кленовая, ул. Красноармейская, ул. Лесная, ул. Липовая, ул. Луговая, ул. Маршала Жукова, Молодежный пер., ул. Набережная, ул. Полевая, ул. Прибрежная, ул. Рябиновая, ул. Садовая, ул. Симбирская, Сиреневый проезд, ул. Совхозная, ул. Солнечная, Сосновый пер., ул. Цветочная, ул. Центральная, ул. Школьная.

## История
Первое упоминание относится к 1597 году (лета 7105-го, апреля в 11 день), когда была дана ввозная грамота на вотчинное владение царём Фёдором Иоанновичем служилому новокрещённому крымскому князю Василию Асанову, а 10 апреля 1621 года (лета 7129 года апреля в 10 день) царём Михаил Фёдорович была дана жалованная грамота на эти владения его сыновьям новокрещённым казанским князьям Якову Васильевичу и Фёдору Васильевичу Асановым. В 1681 (7189) году эту родовую вотчину продали казанцу Фёдору Алексеевичу Зелёному, которую, под имение, в 1687 году выкупил помещик Артамон Максимович Репьёв. Следующее упоминание в переписи 1699 года, как «Хутор помещика Репьёва». Затем, из Пензенского уезда, были переселены крепостные крестьяне помещика и образовалось село Репьёвка.
В XVIII веке имение переходит во владение заволжских помещиков Наумовых.
В середине XVIII веке была построена деревянная Михайло-Архангельская церковь.
В 1780 году, при создании Симбирского наместничества, село Ботьма Репьёвка тож из Симбирского уезда вошло в состав Ставропольского уезда. К началу XIX века село перестало называться «Ботьма», так как часто происходила путаница в названиях с соседней деревней Ботьма, находившаяся в 3 км. 
В 1780-х гг. в селе Николаем Алексеевичем Дурасовым был создан крепостной театр. 
В 1805 году князь Хованский Сергей Николаевич женится на вдове-дворянке Екатерине Александровне Аплечеевой (Наумовой) и получает в приданное западную часть села. С этого времени село разделяется на два хозяина — Наумовых и Хованских.
Хованскими в селе создаётся богатая библиотека. А в двадцатых годах, местным священником Феодором Троицким с женой, при материальной поддержке князей Хованских, был устроен пансион для дворянских людей. Именно в нём, с 1820 по 1822 года, обучался знаменитый писатель Иван Александрович Гончаров.
В 1830–1840 годах в Архангельском бывали братья Языковы, писатель Соллогуб В. А. и другие.
Князь Юрий Сергеевич Хованский был женат на дочери симбирского помещика генерала П. Н. Ивашева — Екатерине, жили они в с. Архангельское-Репьёвка, в их семье с 1841 года воспитывались также дети-сироты брата-декабриста Василия Петровича Ивашева и жены Камиллы Ивашевой — Мария, Вера и Пётр.
В 1862 году, вместо старой деревянной на каменном фундаменте однопрестольной церкви с деревянной колокольней, была построена помещиками села Архангельское, каменная трёхпрестольная — во имя архистратига Михаила, великомученицы Екатерины и Иоанна Предтечи. Освящена 15 декабря 1862 года. Закрыта в 1930-е годы, взорвана в 1955 году.
С постройкой в селе Михайло-Архангельской церкви, в официальных документах, как было принято в то время, село стало носить двойное имя, церковное и гражданское — «Архангельское, Репьёвка тож» и даже тройное — «Архангельское (Ботьма, Репьёвка)».
Поскольку у князя Хованского Юрия Сергеевича не было сыновей, а его дочь Мария вышла замуж за дворянина Александра Александровича Шишкова, то после его смерти в 1868 году, западная часть села, переходит в наследство Шишковым.
С отменой Крепостного права в 1861 году село стало быстро развиваться. Если в 1864 году крестьяне занимались только земледелием, то в 1889 году, когда имением руководили дворяне Наумов Алексей Павлович и Шишкова Мария Юрьевна, в селе уже была церковь, земская школа, поташное и костеобжигательное заводы купца Литкенса, Волжское правление и Заведение военно-конского училища, а население выросло в двое — с 1745 человек до 3370.
В апреле 1899 года у князей Хованских и Шишковых побывали Александра Леонтьевна Толстая с сыном Алексеем Николаевичем Толстым.
К 1900 году открылась церковно-приходская школа.
К концу XIX века здесь находилось имение Наумова Алексея Михайловича. В 1906 году дочь Наталью, против её воли, выдали замуж за Шапрона дю Ларре Алексея Генриховича. Но в 1908 году вернувшись из путешествия, Наталья Алексеевна разводится с мужем, оставляет ему новорождённую дочь Марию и уходит к любимому, его брату Владимиру Генриховичу.
Имение Шишковых находилось в их руках до 1903–1904 годов, до раздела между братьями. Перед революцией Шишковы продали своё имение французу барону Шарон-дель-а-Прю, но он его забросил и уехал во Францию. После революции в доме Шишковых находилась больница, в 1920-е годы она была разрушена. В доме Наумовых до самого затопления села располагались: клуб, сельсовет и два класса школы. Потом в Архангельском был пожар, и одна улица сгорела полностью. Из барского дома отстроили все дома на этой улице. В результате от барского дома остался один фундамент.
На 1910 год в селе существовала: церковь, земская и церковно-приходская школы, волостное правление, шесть ветряных мельниц .
Летом 1910 года здесь опять некоторое время Алексей Толстой живёт у деда по матери, Леонтия Борисовича Тургенева.
После революции 1917 года название решено было поменять на Большую Волгу, но оно не прижилось и опять стали называть Архангельским.
В 1930 году рядом с селом было создано отделение совхоза им. Сакко и Ванцетти, затем — центральная усадьба совхоза Октябрьский (Октябрьская ферма, п. Октябрьский). А само село стало административным центром колхоза «Власть Советов» и рыбколхоза имени Ленина, работники которого ловили рыбу в пойменных волжских озёрах .
Административно-территориальное устройство
За весь период своего существования село Архангельское входило в состав следующих административно-территориальных единиц:
До 1780 года село находилось в Симбирском уезде Казанской губернии, затем — в Симбирском наместничестве и губернии (с 1796), а с 1851 по 1924 годы — в Ставропольском уезде, с 1924 по 1928 годы — в Мелекесском уезде Самарской губернии. С 1928 года — в Чердаклинском районе Ульяновского округа Средне-Волжской области, с 1929 года — в Средне-Волжского края, с 1935 года — Куйбышевского края, с 1936 года — Куйбышевской области, с 19 января 1943 года — в Ульяновской области.
С 1861 и до 1928 года село являлось центром Архангельской волости, в которую входили: сёла Ботьма, Сосновка, деревни Алексеевка, Ерзовка, Большое и Малое Пальцино, Петровка, Юрманки и Юрьевка.
С 19 января 1943 года село вошло в состав Чердаклинского района Ульяновской области и стало центром Архангельского сельсовета.

### Новейшая история
С 1952 года жители старого села Архангельского, в связи с затоплением Куйбышевским водохранилищем, стали переселяться на новое место. Перед затоплением деревянные здания в большинстве были перенесены на новые места, а каменные — разрушены. В том числе была разрушена и церковь в с. Архангельском: колокольню перепилили тросом, а остатки уже во время затопления взрывали минами.
После затопления на новом месте, на горе юго-восточнее затопленного села Архангельского было создано новое село с тем же наименованием. Новое село в плане близко к квадрату; с северо-запада на юго-восток ровно пополам оно разделено ул. Волжской. Территория села северо-восточное ул. Волжской — это дома, перенесённые из бывшего села Архангельского, а юго-западнее этой улице — дома перенесённые из села Сосновки и деревень Алексеевки, Петровки, Большое и Малое Пальцино. Часть села Алексеевки была перенесена в район юго-западнее села Юрьевки (в 1980—1990-х годах деревни Алексеевка и Юрьевка были снесены в связи с застройкой микрорайона Новый город в Ульяновске). Село Ботьма, деревни Юрманки и Ерзовка были доприселены к селам Чердаклы и Дмитриево-Помряскино. Дома жителей сёл Архангельского, Ботьмы, Сосновки и деревни Ерзовки, работавших в рыбколхозе, будучи перенесены, образовали между Верхней Часовней и новой деревней Алексеевкой посёлок Ленинский (Рыбацкий) (ныне вошедший в черту г. Ульяновска). Небольшой посёлок Октябрьской фермы, находившийся в лугах за озером Берёзовым, после переселения на новое место стал началом современного пос. Октябрьского Чердаклинского района. Дома жителей затопленных сёл и деревень, работавших в городе на заводе им. Володарского, были перенесены в посёлок Верхняя Часовня (ныне — микрорайон «Верхняя Терраса» Заволжский район (Ульяновск)).
С 29 мая 2005 года село входит в Мирновское сельское поселение, в которое вошли село Архангельское и посёлки Лощина и Мирный.
В настоящее время постепенно превращается в коттеджный посёлок.
В 2006 году в селе, в реконструированном кирпичном здании, была устроена церковь Рождества Пресвятой Богородицы.
С сентября по октябрь 2018 года в Ульяновске и его окрестностях, в том числе и в селе, команда студии «Энерджи фильм» снимала криминальную мелодраму «Выстрел в спину». Эпизодические роли сыграли около 20 ульяновцев. Детективную линию снимали на базе отдыха «Архангельская слобода». Премьера фильма на ТВЦ состоялась 14 декабря 2018 года.
В 2019 году в селе заработал новый сельский дом культуры.

## Население
| Год  | Число дворов | Мужского пола   | Женского пола | Общее число      |
| ---- | ------------ | --------------- | ------------- | ---------------- |
| 1780 |              |                 |               | 463 (Ревиз. душ) |
| 1848 | 188          |                 |               | 1777             |
| 1859 | 283          | 911             | 903           | 1814             |
| 1864 | 318          | 852             | 893           | 1745             |
| 1889 | 396          | 770 (ревиз.душ) | (не указано)  | 3370             |
| 1900 | 444          | 1157            | 1349          | 2506             |
| 1910 | 420          | 1410            | 1213          | 2623             |
| 1928 | 498          | 1193            | 1277          | 2470             |
| 1949 |              |                 |               | 1200             |
| 2010 |              |                 |               | 1266             |
| 2014 | 568          |                 |               | 1338             |

## Инфраструктура
В настоящее время посёлок является курортным местом — на берегу Куйбышевского водохранилища расположены турбаза «Волжские зори» и парк-отель «Архангельская слобода».
Действуют детский сад «Антошка», средняя школа имени И. А. Гончарова, церковь Рождества Пресвятой Богородицы (2006), гостевой дом «Олимпиада» и несколько магазинов.
Ходят автобусы в Ульяновск (маршрут 484, девять рейсов в день) и районный центр Чердаклы (маршрут 366, два рейса в день).

## Достопримечательности
- В современном селе находится 2 объекта культурного наследия — памятник погибшим в Великой Отечественной войне и монумент в виде серпа и молота; в школе благодаря усилиям учителя русского языка и литературы Т. А. Афанасьевой создан музей истории села[41].

- Михайло-Архангельская церковь (утрачена)

## Известные люди
- Князь Хованский Сергей Николаевич (1767—1817) — Симбирский губернатор (1803—1808), Минский губернатор (1808—1808), жил в селе;
- Князь Хованский Александр Сергеевич (1814—1885) — уездный предводитель дворянства Чистопольского и Мамадышского уездов, коллежский секретарь, родился в селе;
- Иван Александрович Гончаров (1812—1891) — писатель, с 1820 по 1822 года жил и обучался в сельском пансионе[42][43];
- Мария Васильевна Трубникова (урождённая Ивашева) (1835—1897) — писательница и участница движения за женское образование, жила в селе.
- Шишков Николай Александрович — русский общественный деятель и публицист, член Государственного Совета, жил в селе.
- Симанский Александр Николаевич (1926 — 2001) — передовик советского машиностроения, шлифовщик Ульяновского машиностроительного завода имени Володарского Министерства оборонной промышленности СССР, Герой Социалистического Труда (1966), родился в селе;
- Дозоров Александр Владимирович — ректор УГАУ (2004—2019), жил в селе[44].
- Авдеев Александр Иванович (1930—2010) — советский и российский партийный и административный деятель. Первый заместитель Председателя Совета Министров Марийской АССР (1969—1978), родился в селе.
- Шмельков Павел Михайлович — чрезвычайный и полномочный посол СССР (1990). Родился в селе в 1928 году[45].
- Алексеев Дмитрий Иванович — советский и российский филолог, лингвист-русист. Жил и работал директором Архангельской сельской школы в 1946–1951 гг.[46]

- Герб рода князей Хованских.
- Князь Сергей Николаевич Хованский (1767 — 1817).
- Родовой герб Наумовых.
- Родовой герб Шишковых.